# Scotopteryx solitaria
Scotopteryx solitaria är en fjärilsart som beskrevs av David Edward Albrecht 1920. Scotopteryx solitaria ingår i släktet backmätare, och familjen mätare. Inga underarter finns listade.